# Grafen

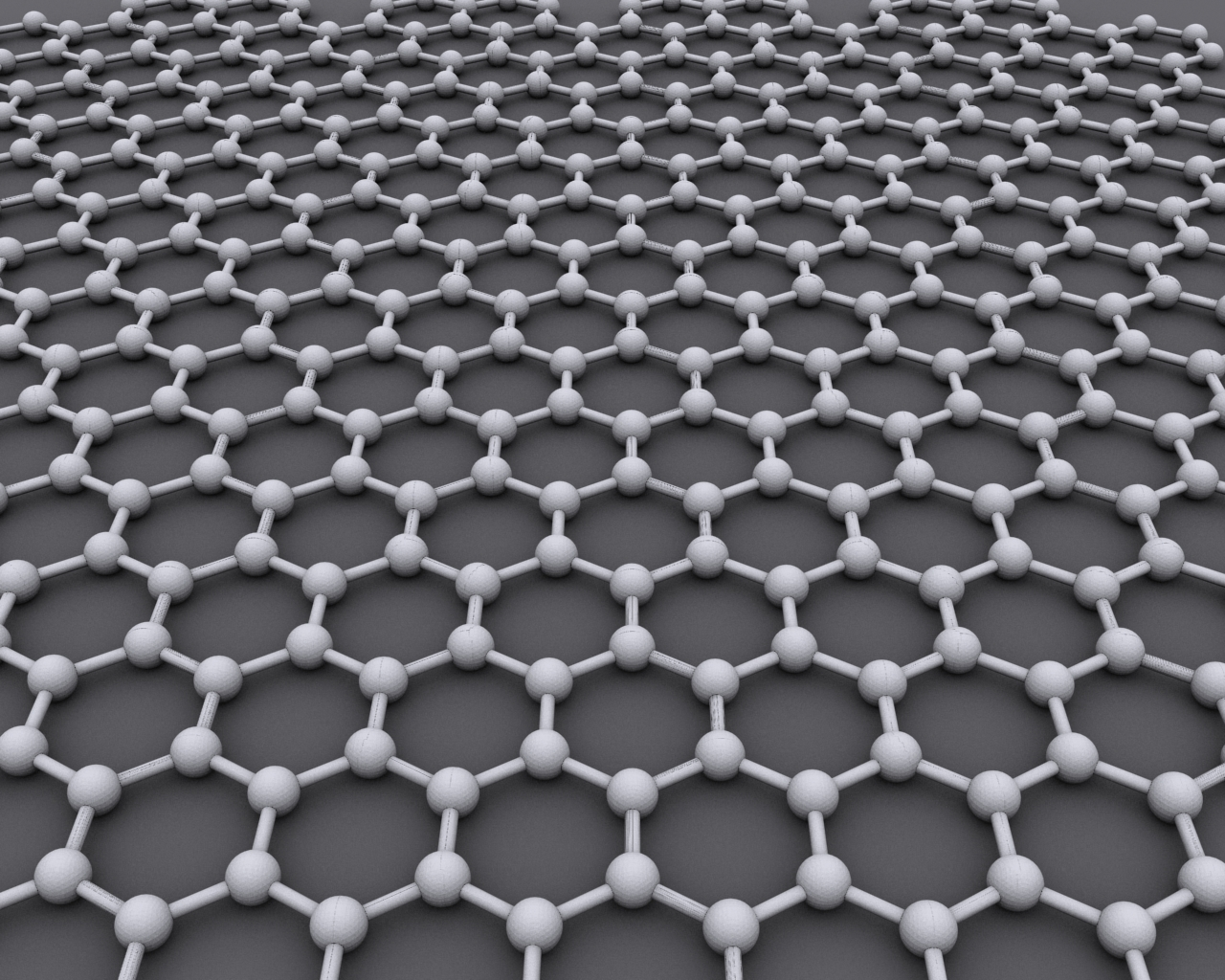
Struktura grafenu

Grafen je supertenká forma uhlíku strukturou podobná grafitu, jeden z nejpevnějších známých materiálů na světě. Na výšku má pouze jeden atom a je průhledná, v důsledku této de facto 2D struktury má také některé zvláštní fyzikální vlastnosti.

## Historie
Kuriózním způsobem (s pomocí lepicí pásky) jej v roce 2004 objevili profesoři ruského původu Andre Geim, vědecký pracovník univerzity v Manchesteru, a jeho kolega Konstantin Novoselov, taktéž pracující na University of Manchester, kteří za jeho objev v roce 2010 získali Nobelovu cenu za fyziku. V 10 následujících letech po objevu bylo ve světě uznáno 10 000 patentů, které se zabývají technologií grafenu. Výnos z prodeje grafenu se zvýšil z 24 milionů USD v roce 2015 na 311 milionů v roce 2022. Přesto se 20 let po objevu nestal masově využívaným.

## Popis
Tvoří jej rovinná síť jedné vrstvy atomů uhlíku uspořádaných do tvaru šestiúhelníků spojených pomocí sp² vazeb. Grafen se vyskytuje také ve více vrstvách, podle normy ISO 80004-13:2017 se však jako grafen smí označovat jen materiál s maximálně 10 vrstvami.

## Vlastnosti
Dle vědeckého týmu profesora Geima elektrony v grafenu mají neočekávané vlastnosti. U žádného jiného materiálu nebylo dosud pozorováno, že by se jeho elektrony chovaly, jakoby neměly žádnou efektivní hmotnost a pohybovaly se téměř rychlostí světla. Vědci předpokládají, že by grafen mohl být použit při důkazu tzv. Kleinova paradoxu. K tomuto jevu totiž podle dosavadních znalostí mělo docházet jen ve velmi extrémních podmínkách (např. v okolí černých děr). V případě, že by se toto prokázalo, otevřela by se cesta k vývoji zcela nového druhu tranzistorů.
Kromě elektrické vodivosti je také grafen propustný pro světlo, takže se dá využít při výrobě displejů a fotovoltaických článků. Může tak nahradit stávající zařízení z tenkých vrstviček oxidů kovů. Displej z grafenu je navíc pevnější než doposud vyráběné z oxidů cínu a india, kterého je ještě k tomu omezené množství.
Díky polovodivosti a tloušťce síťky pouhý jeden atom je možné z grafenu vyrobit tranzistory, které jsou teoreticky schopné pracovat až do frekvence 1 THz. Navíc je lze skládat do velice kompaktních celků. Díky těmto vlastnostem se do budoucna počítá s využitím grafenu v mikroprocesorech a pamětech.

## Chemické varianty
Místo atomů uhlíku lze využít například atomů křemíku (silicen), cínu (stanen), bóru (borofen) či fosforu (fosforen).